# Loudetiopsis chevalieri
Loudetiopsis chevalieri là một loài thực vật có hoa trong họ Hòa thảo. Loài này được (Stapf) Conert mô tả khoa học đầu tiên năm 1957.